# Bob McGrath
Robert Emmett McGrath (Ottawa, Illinois; 13 de junio de 1932-Norwood, Nueva Jersey; 4 de diciembre de 2022) fue un actor, cantante, músico y autor de libros infantiles estadounidense.

## Biografía
McGrath nació el 13 de junio de 1932 en Ottawa, Illinois. Fue nombrado por el patriota irlandés Robert Emmet. De niño, cantaba para su familia mientras su madre tocaba el piano. Su madre lo inscribió en el Programa Amateur del Teatro Roxy, donde quedó en segundo lugar. Se graduó de la Marquette High School.
McGrath se graduó de la Universidad de Míchigan en 1954, donde estaba en la Escuela de Música. Mientras asistía a Míchigan, fue miembro del Glee Club masculino de dicha universidad y de la fraternidad Phi Gamma Delta, donde durante los eventos de la fraternidad, lavaba los platos mientras el hermano de la fraternidad, David Connell, servía las mesas, una conexión que Connell usaría cuando comenzara el casting para Plaza Sésamo. Después de graduarse, fue incluido en el Ejército de los Estados Unidos, donde pasó 2 años en Alemania, reservando y actuando para la Orquesta Sinfónica del Séptimo Ejército.
McGrath obtuvo una Maestría en Música en Voz, de la Escuela de Música de Manhattan en 1959.

## Carrera
McGrath trabajó con Mitch Miller y fue el tenor destacado en la serie de canto largo de televisión de NBC-TV de Miller Sing Along with Mitch durante cuatro temporadas de 1960 a 1964. Fue cantante en el álbum de Walt Kelly, Songs of the Pogo.
A mediados de la década de 1960, McGrath se convirtió en un conocido artista en Japón y lanzó una serie de exitosos álbumes de canciones populares irlandesas, canciones folk y baladas cantadas en japonés.  Este aspecto de su carrera fue la base de su "secreto" cuando apareció en los programas de juegos To Tell the Truth en 1966 y I've Got a Secret en 1967.

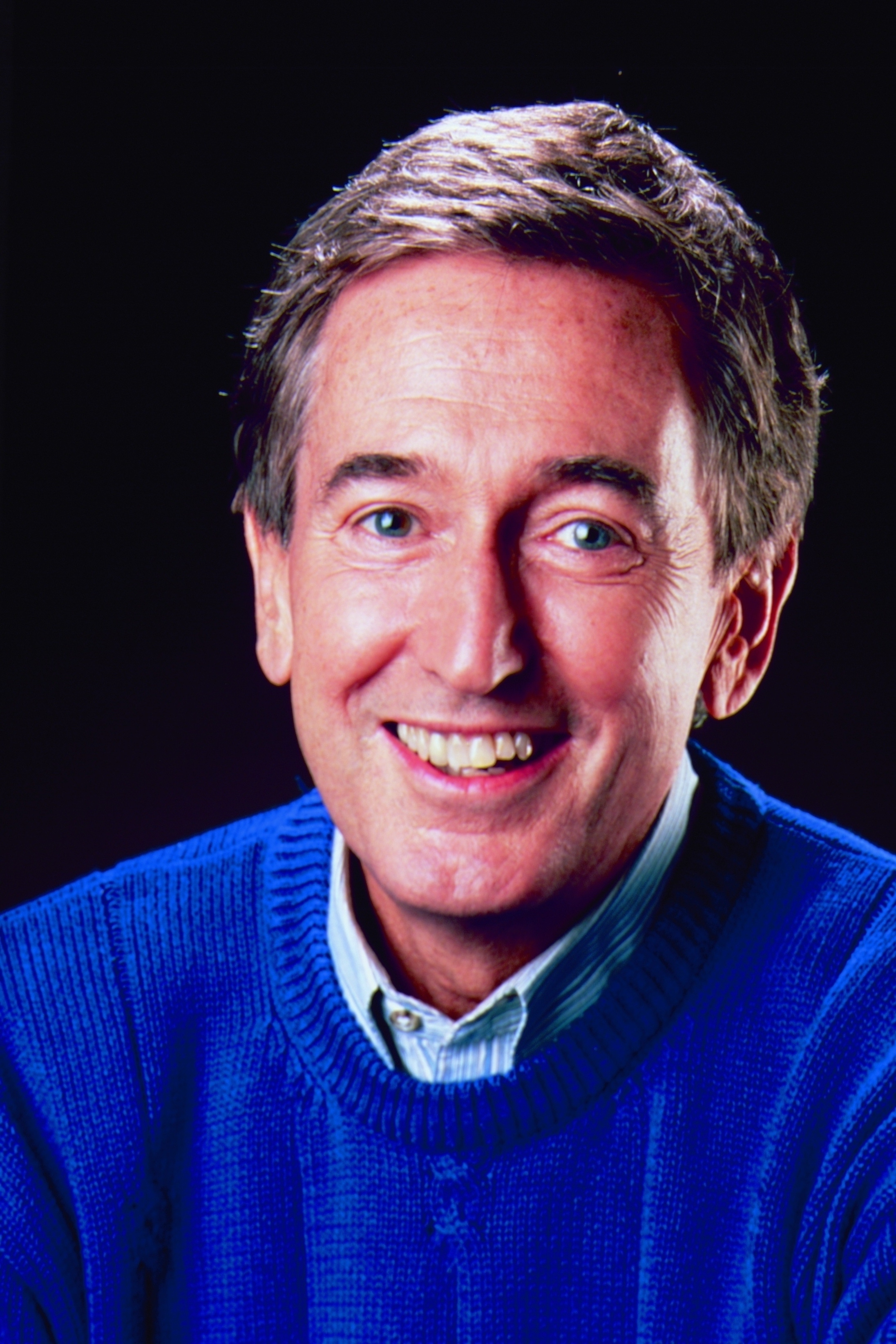
McGrath, c. 1970s.

De 1969 a 2016, McGrath fue un miembro habitual del elenco de Plaza Sésamo, interpretando al personaje de Bob Johnson. Junto con la matriarca de la serie Susan Robinson, interpretada por Loretta Long, McGrath fue uno de los dos personajes humanos más duraderos de la serie desde el debut del programa. Un segmento de Noggin proclamó las cuatro décadas de Bob al promocionar Plaza Sésamo en esa red. En julio de 2016, Sesame Workshop anunció que McGrath no volvería al programa para su 47a temporada porque reorganizaría la serie, pero la compañía dijo que McGrath continuaría representando la compañía en eventos públicos. Sesame Workshop anunció más tarde que habría conversaciones para traerlo de vuelta. Aunque McGrath no había estado en ningún material nuevo desde la temporada 45, posteriormente apareció en vídeos en línea para el programa. También regresó para la celebración del 50 aniversario especial de televisión de 2019 de Plaza Sésamo.
McGrath dijo que sus dos momentos favoritos en Plaza Sésamo fueron Nochebuena en Barrio Sésamo (un especial de Navidad de 1978 que incluía un pastiche de "El Regalo de los Reyes Magos") y la secuencia de 1983 que abordó con franqueza la muerte del personaje de larga data Sr. Hooper, interpretado por su buen amigo Will Lee, que había muerto el año anterior.

## Otros logros

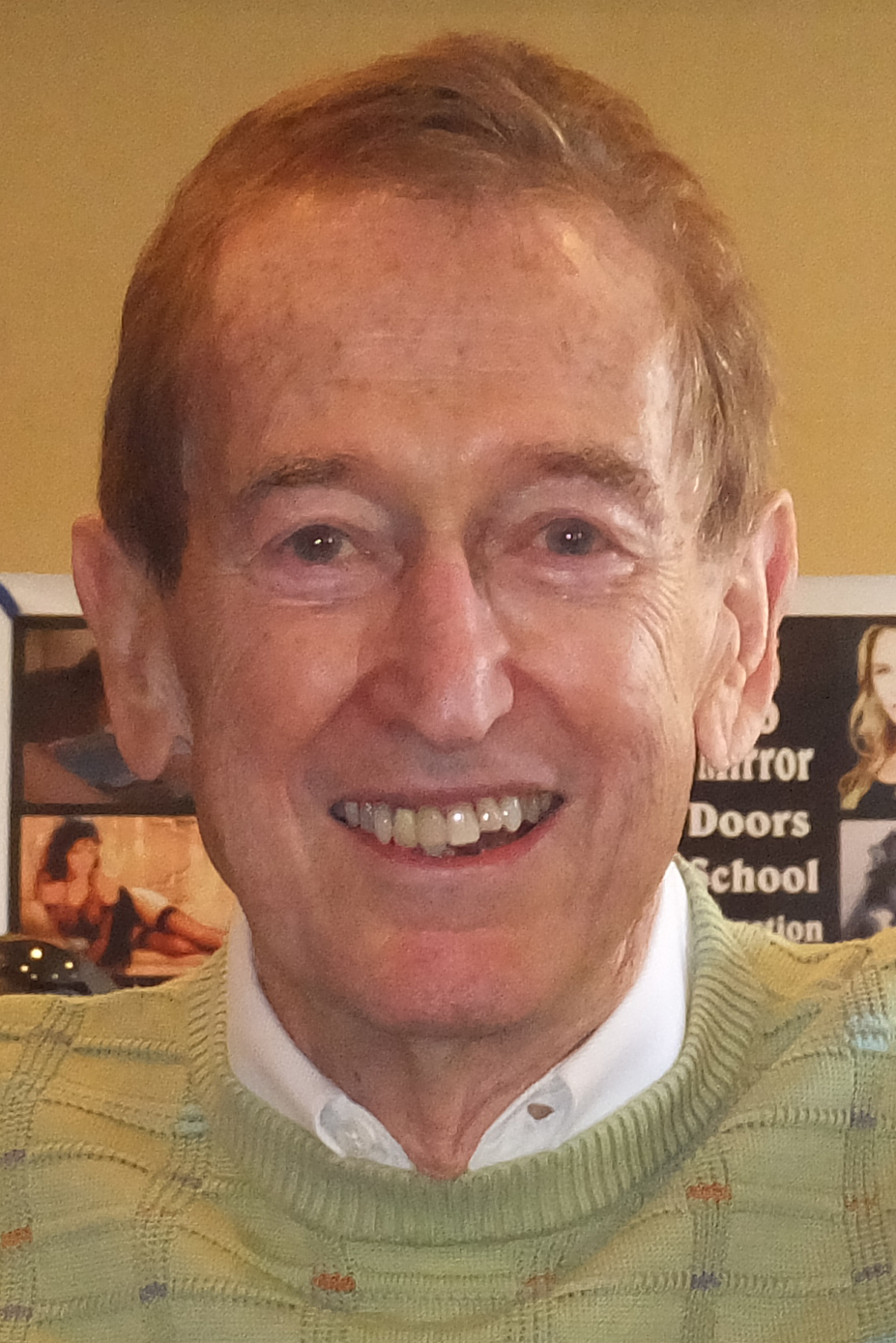
Bob McGrath en la Chiller Theatre Expo de 2014

Durante 38 años, McGrath fue parte  habitual en Telemiracle, una teletón que se emite anualmente en los puntos de venta de CTV en la provincia canadiense de Saskatchewan. 2015 fue su última aparición regular en Telemiracle, donde los artistas del programa le rindieron homenaje. Regresó para una aparición especial en 2018. El 3 de marzo de 2006, fue galardonado con la Medalla Conmemorativa del Centenario de Saskatchewan por este trabajo por la Vicegobernadora de Saskatchewan, Lynda Haverstock. El primer ministro de Saskatchewan, Brad Wall, le otorgó el Premio al Servicio Distinguido de Saskatchewan en 2013.

## Vida personal y muerte
McGrath y su esposa Ann se casaron en 1958. Tuvieron cinco hijos, cinco nietas y tres nietos. La pareja residió en Teaneck, Nueva Jersey desde 1958 hasta 2017, cuando se mudaron a un rancho en Norwood (Nueva Jersey).
McGrath murió en su casa de Norwood el 4 de diciembre de 2022, a la edad de 90 años.